# Rue de Castellane
Pour les articles homonymes, voir Castellane (homonymie).
Cet article possède un paronyme, voir Rue Castellane.
La rue de Castellane est une voie du 8e arrondissement de Paris. Se prononce Cas'lane.

## Situation et accès
Elle commence entre les nos 17 et 19 de la rue Tronchet et se termine entre les nos 26 et 30 de la rue de l'Arcade.
Le quartier est desservi par les lignes 3 et 9 à la station Havre - Caumartin, par les lignes 8, 12 et 14 à la station Madeleine.

## Origine du nom

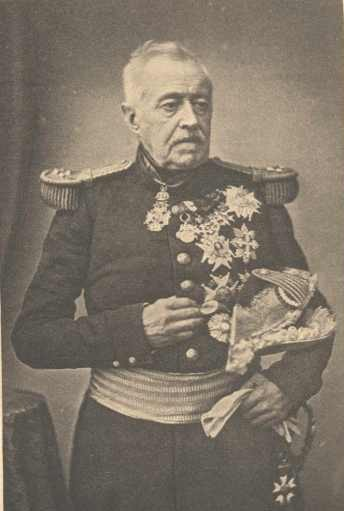
Boniface de Castellane.

Elle porte le nom du comte Esprit Victor Elisabeth Boniface de Castellane (1788-1862), colonel des hussards de la garde royale lorsque la rue fut percée, puis maréchal de France. 

## Historique
La rue de Castellane a été percée en 1825, à la demande et aux frais du comte de Castellane et d'Alexandre Goüin (Goüin frères), au moment de l'ouverture de la rue Tronchet, à l'emplacement de l'hôtel de Castellane — construit par Pierre Contant d'Ivry pour le maréchal de Soubise et mis au goût du jour en 1780 par l'architecte Jacques Cellerier — qui lui a donné son nom (voir « Maison de Castellane »), et sur des terrains appartenant aux Goüin.

## Bâtiments remarquables et lieux de mémoire
- No 4 : Alexis de Tocqueville y aurait habité en 1851[5]. Aujourd'hui presbytère de la paroisse Saint-Louis d'Antin.
- No 8 : siège de la maison d'ameublement Dominique. André Domin fut président du Salon des artistes décorateurs entre 1943 et 1945[6].
- No 10 : Antoine de Saint-Exupéry y a habité de 1931 à 1934[7], ainsi qu'Alexandre Goüin.
- No 11 : Alexis de Tocqueville y a habité de 1840 à 1845[5]. Siège du Syndicat national de la presse privée et des lettres d'information.

### Habitants célèbres
- Alexandre Goüin (1792-1872), banquier et homme politique (no 10).
- Antoine de Saint-Exupéry (1900-1944), aviateur et écrivain (no 10, de 1931 à 1934).
- Alexis de Tocqueville (1805-1859), écrivain et historien (no 11, de 1840 à 1845 ; no 4, en 1851).
- Alphonse Pénaud (1850-1880), inventeur dans l'aéronautique (no 14, jusqu'en 1880).

### Sources
- Félix et Louis Lazare, Dictionnaire administratif et historique des rues de Paris et de ses monuments, Paris, Imprimerie de Vinchon, 1844-1849.
- Charles Lefeuve, Les Anciennes Maisons de Paris. Histoire de Paris rue par rue, maison par maison, Paris, C. Reinwald, 5e édition, 1875, 5 vol.
- Félix de Rochegude, Promenades dans toutes les rues de Paris. VIIIe arrondissement, Paris, Hachette, 1910.